# Tiết Diên Trung
Tiết Diên Trung (sinh tháng 2 năm 1954) là chính khách nước Cộng hòa Nhân dân Trung Hoa. Ông từng là Chủ tịch Chính hiệp tỉnh Sơn Tây và Phó Bí thư Tỉnh ủy Sơn Tây, Phó Tỉnh trưởng Thường trực Chính phủ nhân dân tỉnh Sơn Tây.

## Tiểu sử

### Thân thế
Tiết Diên Trung là người Hán sinh tháng 2 năm 1954, người huyện Hiếu Nghĩa, tỉnh Sơn Tây (nay thuộc thành phố cấp huyện Hiếu Nghĩa, tỉnh Sơn Tây).

### Giáo dục
Tháng 10 năm 1976 đến tháng 10 năm 1979, Tiết Diên Trung theo học chuyên ngành văn học ngôn ngữ Hán khoa tiếng Trung Quốc tại Đại học Sơn Tây.
Tháng 4 năm 1996 đến tháng 3 năm 1998, ông theo học lớp nghiên cứu sinh chuyên ngành quản lý doanh nghiệp khoa kinh tế công nghiệp, Viện Nghiên cứu sinh thuộc Viện Khoa học xã hội Trung Quốc.
Tháng 7 năm 1997 đến tháng 7 năm 1999, ông theo học lớp nghiên cứu sinh tại chức chuyên ngành luật học tại Trường Đảng Trung ương Đảng Cộng sản Trung Quốc.

### Sự nghiệp
Tháng 10 năm 1969, Tiết Diên Trung tham gia công tác cho đến tháng 10 năm 1976, ông đảm nhiệm Tổ trưởng lớp phân xưởng 1 nhà máy 725 tỉnh Sơn Tây, Tổ trưởng công đoạn rồi Bí thư Chi bộ Đoàn.
Tháng 10 năm 1979, sau khi tốt nghiệp đại học, Tiết Diên Trung về công tác ở phòng tổng hợp của Ủy ban Kế hoạch tỉnh Sơn Tây, cán sự phòng chính trị rồi giữ chức Bí thư Chi bộ Đoàn cơ quan.
Tháng 9 năm 1981, ông gia nhập Đảng Cộng sản Trung Quốc. Tháng 3 năm 1983, ông về làm thư ký Văn phòng Tỉnh ủy Sơn Tây. Tháng 6 năm 1986, ông được luân chuyển làm Phó Chủ nhiệm Phòng Điều tra nghiên cứu, Ban Tổ chức Tỉnh ủy Sơn Tây.
Tháng 6 năm 1988, ông chuyển sang làm thư ký hàm Trưởng phòng cho Ban Tổ chức Tỉnh ủy Sơn Tây và sau đó được bổ nhiệm giữ chức Phó phòng Cán bộ kinh tế rồi Trưởng phòng Cán bộ kinh tế.
Tháng 6 năm 1992, ông được bổ nhiệm giữ chức Phó Cục trưởng Cục Quản lý Hành chính Công thương tỉnh Sơn Tây. Tháng 7 năm 1995, ông được bổ nhiệm làm Bí thư Ban Cán sự Đảng Cục Quản lý Hành chính Công thương tỉnh Sơn Tây kiêm Cục trưởng Cục trưởng Cục Quản lý Hành chính Công thương tỉnh Sơn Tây.
Tháng 3 năm 1998, ông được luân chuyển làm Phó Bí thư Địa ủy địa khu Lữ Lương, Chuyên viên Cơ quan hành chính Địa khu Lữ Lương nay là thành phố Lữ Lương, tỉnh Sơn Tây.
Tháng 10 năm 1999, ông được bổ nhiệm làm Phó Tổng Thư ký Tỉnh ủy Sơn Tây kiêm Chủ nhiệm Văn phòng Tỉnh ủy Sơn Tây. Tháng 1 năm 2000, ông được bầu làm Ủy viên Ban Thường vụ Tỉnh ủy Sơn Tây và được bổ nhiệm giữ chức Tổng Thư ký Tỉnh ủy kiêm Chủ nhiệm Văn phòng Tỉnh ủy Sơn Tây.
Tháng 5 năm 2001, ông chuyển sang làm Ủy viên Ban Thường vụ Tỉnh ủy kiêm Trưởng Ban Tổ chức Tỉnh ủy Sơn Tây. Ngày 14 tháng 11 năm 2002, tại phiên bế mạc của Đại hội Đảng Cộng sản Trung Quốc lần thứ 16, Tiết Diên Trung được bầu làm Ủy viên dự khuyết Ban Chấp hành Trung ương Đảng Cộng sản Trung Quốc khóa XVI.
Tháng 7 năm 2004, ông được bổ nhiệm giữ chức Phó Bí thư Tỉnh ủy Sơn Tây. Tháng 10 năm 2006, ông nhậm chức Ủy viên Ban Thường vụ Tỉnh ủy Sơn Tây và thôi giữ chức Phó Bí thư Tỉnh ủy Sơn Tây.
Tháng 11 năm 2006, Tiết Diên Trung được bổ nhiệm làm Phó Bí thư Ban Cán sự Đảng Chính phủ nhân dân tỉnh Sơn Tây, Phó Tỉnh trưởng Chính phủ nhân dân tỉnh Sơn Tây, chủ trì công tác thường vụ kiêm Ủy viên Ban Thường vụ Tỉnh ủy Sơn Tây. Tháng 5 năm 2007, ông kiêm nhiệm chức vụ Viện trưởng Học viện Hành chính tỉnh Sơn Tây. Ngày 21 tháng 10 năm 2007, tại Đại hội Đảng Cộng sản Trung Quốc lần thứ 17, ông được bầu lại là Ủy viên dự khuyết Ban Chấp hành Trung ương Đảng Cộng sản Trung Quốc khóa XVII.
Tháng 4 năm 2008, ông được tái bổ nhiệm giữ chức Phó Bí thư Tỉnh ủy Sơn Tây kiêm nhiệm Phó Tỉnh trưởng Chính phủ nhân dân tỉnh Sơn Tây, chủ trì công tác thường vụ. Tháng 5 năm 2008, ông nhậm chức Hiệu trưởng Trường Đảng Tỉnh ủy Sơn Tây kiêm Phó Bí thư Tỉnh ủy Sơn Tây.
Ngày 15 tháng 1 năm 2009, tại hội nghị toàn thể lần thứ hai của Ủy ban Hội nghị Hiệp thương Chính trị Nhân dân Trung Quốc tỉnh Sơn Tây khóa X, Tiết Diên Trung được bầu làm Chủ tịch Chính hiệp tỉnh Sơn Tây.
Ngày 29 tháng 1 năm 2018, Tiết Diên Trung được miễn nhiệm chức vụ Chủ tịch Chính hiệp tỉnh Sơn Tây, kế nhiệm ông là Phó Bí thư Tỉnh ủy Sơn Tây Hoàng Hiểu Vi.
Tháng 1 năm 2018, Tiết Diên Trung được bầu làm Ủy viên Ủy ban Toàn quốc Hội nghị Hiệp thương Chính trị Nhân dân Trung Quốc khóa XIII nhiệm kỳ 2018 đến năm 2023. Ngày 16 tháng 3 năm 2018, hội nghị lần thứ nhất của Ủy ban Thường vụ Ủy ban Toàn quốc Hội nghị Hiệp thương Chính trị Nhân dân Trung Quốc thông qua bổ nhiệm Tiết Diên Trung làm Phó Chủ nhiệm Ủy ban Nông thôn và Nông nghiệp của Chính hiệp toàn quốc khóa XIII nhiệm kỳ 2018 đến năm 2023.